# Działalność naukowa
Praca naukowa, podobnie jak sama nauka, może być rozumiana jako badania naukowe i jako dzieło naukowe.
- Badania naukowe to czynności służące rozwiązaniu określonego problemu naukowego. Są określone przez kolejne etapy realizacji metody naukowej.
- Dzieło naukowe zaś – to pisarskie ujęcie przebiegu i wyników badań naukowych, praca napisana i ogłoszona drukiem, publikacja naukowa – jako artykuł w czasopiśmie naukowym bądź książka naukowa. Jest uwieńczeniem badań naukowych podjętych wobec określonego problemu naukowego. Sens jego polega na udostępnieniu osiągnięć naukowych specjalistom w danej dziedzinie i utorowaniu przez to drogi do dalszych badań. Opublikowanie wyników badań naukowych może też mieć znaczenie dla podjęcia zastosowań praktycznych.

## Praca naukowa jako praca twórcza
Praca naukowa jest formą pracy twórczej. Praca twórcza polega przede wszystkim na ustalaniu nowych połączeń pomiędzy już znanymi zjawiskami, rzeczami, pojęciami. Istotniejsze jest w niej dokonywanie nowych wartościujących połączeń między składnikami już znanymi niż dodawanie nowych składników. Różni się tym od pracy wytwórczej, której celem jest wytwór o własnościach znanych, wykonany w sposób również znany.
Rezultatem pracy twórczej jest dzieło – artykuł naukowy lub książka naukowa, ideologia, pogląd filozoficzny. Dziełem może być również sama praca twórcza. Niektóre dzieła stają się publikacjami naukowymi.
Praca naukowa jako praca twórcza charakteryzuje się poznawaniem dotychczas nieznanych części rzeczywistości; wywoływaniem przy pomocy środków technicznych zjawisk w przyrodzie w sposób naturalny niewystępujących; a także konstruowaniem pojęć lub wzorów opartych na naukowym odzwierciedlaniu bytu.

## Aspekty teoretyczne i praktyczne
Poznawanie rzeczywistości jest nazywane poszukiwaniem lub zdobywaniem prawd naukowych. Mogą to być różne formy prawd: poznawanie nowych faktów naukowych, powiązanie faktów w nowe teorie naukowe, krytyka dotychczasowych osiągnięć naukowych. Do zdobywania nowych prawd naukowych, a więc postępu wiedzy naukowej, przyczynia się wskazywanie i uzasadnianie problemów i hipotez naukowych. Prawdy naukowe są przekazywane przez naukowców w ich wynikach badań.
Współczesna nauka ma często aspekt praktyczny, jest ukierunkowana na określone zadania i ma znaczenie gospodarcze. Wskazuje to na praktyczny aspekt badań naukowych.

## Wobec publicystyki i literatury pięknej
Praca naukowa w odróżnieniu od publicystyki i literatury pięknej zajmuje się odzwierciedlaniem rzeczywistości, a nie jej oceną.
Publicystyka jest analizą i krytyką bieżących zjawisk życia społecznego, wyraża się w prasie i czasopismach. Stanowi zazwyczaj sprawozdanie z czyjejś twórczości lub jej analizę i ocenę. Opis rzeczywistych faktów jest w niej punktem wyjścia do oceny. Jest zbliżona do literatury pięknej stylem pisarskim – mniej lub bardziej subiektywnym – i brakiem aparatu naukowego.
Literatura piękna nie posługuje się metodą naukową, nie dąży też do poznania prawd ogólnych; na czoło w niej wysuwają się przedstawianie konkretnych form rzeczywistości i umiejętność posługiwania się pięknym językiem.

## Rodzaje pracy naukowej
Wyróżnia się prace naukowe:
- w zależności od stopnia lub równomierności uwzględnienia różnych czynności poznawczych: prace badawcze, prace koncepcyjne, prace metodologiczne;
- ze względu na położenie innego akcentu na poszczególnych etapach wysiłku naukowego: prace analityczne i prace syntetyczne;
- ze względu na nierównomierność uwzględnienia istotnych składników metody naukowej: prace problemowe i prace przyczynkowe;
- ze względu na ich cel i metodę dojścia do niego: prace teoretyczne i prace doświadczalne;
- ze względu na sposób wykonania: prace indywidualne i prace zbiorowe.

W zależności od stopnia lub równomierności uwzględnienia różnych czynności poznawczych, charakterystycznych dla pracy naukowej, wydzielić można różne jej rodzaje.
Prace badawcze polegają na zdobywaniu nowych prawd o świecie. Wysiłek uczonego skupiony jest na odkrywaniu faktów, opisywaniu i wyjaśnianiu zjawisk w oparciu o własne lub cudze doświadczenia badawcze i materiały naukowe. Pomyślnymi rezultatami badawczych prac naukowych są odkrycia badawcze. Wyniki prac badawczych stanowią rozwiązanie lub próbę rozwiązania pewnego problemu naukowego w postaci nowych prawd o rzeczywistości, nowych konstrukcji pojęciowych i technicznych. Dzięki nim rozwija się nasza wiedza o świecie.
Prace koncepcyjne są to prace naukowe ograniczone do wstępnych kroków poprzedzających badania właściwe lub opracowanie materiałów naukowych; także prace myślowe pośrednio ważne i potrzebne dla postępu badań naukowych. Może to być wskazanie nowego problemu naukowego, uzasadnienie potrzeby zaistnienia nowej specjalności naukowej, ułożenie planu badań. Za pracami koncepcyjnymi mogą iść – i powinny – prace badawcze, dokonywane przez tych samych lub innych uczonych.
Prace metodologiczne – to prace nad obmyślaniem, uzasadnianiem i wypróbowywaniem nowych metod, a także nad krytykowaniem i poprawianiem metod już znanych. Praca taka może prowadzić na przykład do stwierdzenia nieprzydatności do określonych celów danej metody. Można by je zaliczyć do prac koncepcyjnych i podobnie jak one stają się ważne dla nauki wtedy, gdy dzięki nim powstają istotne prace badawcze.
Ze względu na położenie innego akcentu na poszczególnych etapach wysiłku naukowego rozróżnia się prace analityczne i prace syntetyczne. Z punktu widzenia całości rozwoju danej nauki korzystny jest stan równowagi między ogółem prac analitycznych a pracami syntetycznymi.
Prace analityczne są zazwyczaj skupione na ustalaniu i precyzowaniu pojęć naukowych i wyprowadzania z nich implikacji. Charakter analityczny ma wysiłek myślowy nad włączeniem dotychczasowego piśmiennictwa naukowego na danym polu badań do nowego przedsięwzięcia badawczego, w którym istotne jest krytyczne rozprawienie się z dotychczasowymi publikacjami. Prace analityczne dotyczą pojęć, twierdzeń, poglądów, a także materiałów, rzeczy i zjawisk. Analiza pojęć to obszar krytyki naukowej.
Prace syntetyczne stanowią efekt składania w spoistą całość wielu szczegółów, wielu prac, wielu wyników badań. Stanowią przeciwieństwo prac analitycznych. Znamienne jest dla nich szukanie związków między wynikami badań szczegółowych i na tym gruncie szukanie uogólnień. Charakter syntezy ma na przykład gromadzenie materiałów do podręczników akademickich i ich pisanie.
Również ze względu na nierównomierność uwzględnienia istotnych składników metody naukowej można wyróżnić prace problemowe i prace przyczynkowe.
Prace problemowe zawierają nowe zagadnienia, otwierają nowe kierunki badań. Są tworzone przez wybitnych uczonych. Jeżeli jednak zajmują się tylko uzasadnieniem nowych zagadnień lub kierunków badań, to przynależą także do prac koncepcyjnych.
Prace przyczynkowe to prace stosunkowo drobne, polegające na wykonywaniu badań cząstkowych, mających sens jedynie ze względu na większe przedsięwzięcie naukowe. Prace te są wykonywane w obrębie tego przedsięwzięcia, na przykład niejako zlecone przez starszych pracowników naukowych w ramach działalności instytucji naukowej. Większość prac ogłaszanych na łamach czasopism naukowych należy właśnie do tej kategorii. Nazwa jej bierze się od przypuszczenia, że takie prace przyczyniają się do ogólnego postępu badań, a więc i do rozwoju wiedzy naukowej
Prace teoretyczne i doświadczalne rozróżniane są ze względu na ich cel i metodę dojścia do niego: wyjście od znanych faktów lub próbę poznania nowych.
Prace teoretyczne to takie, w których autor opierając się na faktach już znanych, a więc wynikach swoich lub (częściej) cudzych prac badawczych, w szerokim sensie doświadczalnych, zmierza do ustalenia natury pewnych zjawisk, do logicznego uporządkowania twierdzeń, rozumowań i wniosków. Prace takie prowadzą do sformułowania nowych problemów naukowych, do organizacji nowych prac badawczych, a przez to – do nowych odkryć. Dzięki uporządkowaniu w pracy teoretycznej wielu składników wiedzy powstaje teoria naukowa dotycząca pewnego zjawiska; tym różni się od pracy syntetycznej, gdzie nacisk położony jest na przedstawienie wysiłków uczonych. Niekiedy nazywa się tak prace o charakterze abstrakcyjnym i rozważeniowym, nie oparte na wynikach badań doświadczalnych; nie każda jednak z tych prac kończy się teorią naukową.
Prace doświadczalne wykonywane są w sposób eksperymentalny; prowadzą do poznania pewnych prawidłowości w badanych zjawiskach. Nie należy do takich prac prosty opis zaobserwowanego stanu rzeczy.
Ze względu na sposób wykonania rozróżnia się prace indywidualne i prace zbiorowe.
Prace indywidualne to na przykład prace dyplomowe (prace promocyjne) – prace naukowe i prace doktorskie, także, wcześniej, prace zaliczeniowe na studiach. Praca naukowa ma charakter indywidualny wtenczas, gdy ogół czynności związany z rozpoczęciem i przeprowadzeniem badań, z opracowaniem materiałów i z pisemnym przedstawieniem wyników wykonała jedna osoba.
Prace zbiorowe to prace naukowe wykonywane przez więcej niż jedną osobę.

## Nauka a praca naukowa
Nauka, pomimo podobieństw, nie jest techniką ani odwrotnie. Celem pracy naukowo-badawczej jest pojęciowe odzwierciedlanie rzeczywistości. Natomiast celem pracy wynalazczo-technicznej jest konstruowanie nowych narzędzi, nowych materiałów i środków pomocniczych dla ludzkiej działalności. Metoda pracy technicznej ma charakter konstrukcyjny, a metoda pracy naukowej – odkrywczy; rezultatem są odpowiednio: wynalazki techniczne i odkrycia naukowe.
Nauka rozwija się dzięki badaniom naukowym. Jej rozwój opiera się na badaniach naukowych i publikacjach naukowych. Jest więc zarówno działalnością społeczności specjalistów – zwanych naukowcami – jak i ogółem opublikowanych wyników prac naukowych. To pierwsze nazywane jest życiem nauki lub działalnością naukową, drugie – składa się na wiedzę naukową.
Podstawowe znaczenie terminu „nauka” to spójny układ teorii, hipotez, twierdzeń, zagadnień i pojęć. Ponadto może on oznaczać układ instytucji naukowych i ich pracowników, procesy prowadzenia badań naukowych lub nauczanie.

## Warunki pracy naukowej
Przebieg pracy naukowej i jej wyniki są uzależnione od warunków, w jakich się owa praca odbywa.
Warunki te można podzielić na zewnętrzne i wewnętrzne w stosunku do osoby pracującej naukowo; zewnętrzne – leżą poza nią, wewnętrzne – tkwią w niej samej. Do warunków zewnętrznych należą: światło, ciśnienie atmosferyczne, jakość powietrza, warunki szkoleniowe i bytowe pracownika, jego sytuacja materialna i rodzinna. Do warunków wewnętrznych należą: bystrość wzroku, słuchu, węchu i innych zmysłów, stan zainteresowań, inteligencja, cechy temperamentu i charakteru, przekonania i postawy; ważne jest doświadczenie osobiste.
W pracy naukowej w warunkach zewnętrznych szczególnie ważny jest moment historyczny. W danym momencie czy na danym etapie historycznym możliwe są tylko pewne kierunki badań naukowych, pewne metody robocze i pewna organizacja pracy naukowej. Praca naukowa jest również uzależniona od aktualnej sytuacji politycznej i gospodarczej w kraju, w którym jest prowadzona. Skutkiem tej sytuacji politycznej, historycznej, kulturowej, a także rodzinnej pracownika nauki jest to, w jakich środowiskach kształtuje się ów pracownik; jest także struktura i jakość tych środowisk oraz wpływ, jaki na niego wywierają.
Warunki te wywierają wpływ na kierunek, efektywność i jakość pracy naukowej, a także na jej następstwa w życiu osobistym naukowca.